# Corte marcial

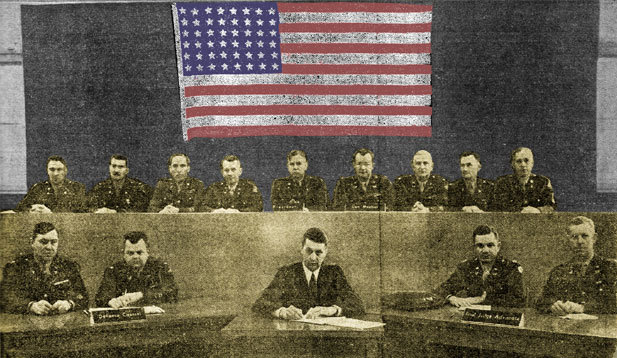
Miembros de una corte marcial de Estados Unidos (Fuerte Lawton)

La corte marcial o tribunal marcial es la denominación usada para designar a los tribunales militares que determinan las sanciones penales aplicables a los miembros de las fuerzas armadas conforme al Derecho militar y los estatutos castrenses de la Justicia militar. 
Prácticamente todas las fuerzas armadas poseen un sistema de corte marcial para conocer los casos en los cuales puede haber existido un incumplimiento de la disciplina militar. 
Además, las cortes marciales pueden ser utilizadas para enjuiciar a los prisioneros de guerra por crímenes de guerra. Las Convenciones de Ginebra exigen que tales prisioneros de guerra, que son procesados por crímenes de guerra, sean sometidos a los mismos procedimientos empleados para los soldados de las fuerzas armadas del Estado que los está enjuiciando. Además, la mayoría de las marinas de guerra tienen una corte marcial que se convoca siempre que se pierde un barco. Esto no significa necesariamente sospechas sobre el capitán, sino que es utilizada para investigar las circunstancias que rodearon la pérdida de la nave, que finalmente puedan ser registradas en el expediente oficial de dicho funcionario. Un ejemplo de ellos es la pérdida del crucero USS Indianapolis en 1945.

## Regulación por países

### Chile
Los tribunales militares en Chile se encuentran establecidos en el Código de Justicia Militar, correspondiendo el ejercicio de la función militar, en primera instancia, a los Juzgados Institucionales del Ejército, de la Fuerza Aérea, de la Armada y de Carabineros. La sustanciación de los procesos y formación de las causas militares se encuentra encargada a los Fiscales Militares, quienes deben pertenecer al escalafón de Justicia de cada Institución y estar en posesión del título de abogado. 
Las Cortes Marciales se encuentran establecidas el Título II del Código, siendo tribunales de alzada que conocen en segunda instancia de las causas que conocieren en primera instancia los Juzgados Institucionales, entre otras materias determinadas por el mismo cuerpo legal. Existen dos Cortes Marciales en el país, la Corte Marcial del Ejército, Fuerza Aérea y Carabineros, que funciona en el Palacio de los Tribunales de Justicia de Santiago y la Corte Marcial de la Armada, que funciona en la Corte de Apelaciones de Valparaíso. 
Estos tribunales conocen de las causas originadas en tiempo de paz, correspondiendo el conocimiento de las causas en tiempo de guerra a los Consejos de Guerra, regulados en el Título III del Libro I del mismo Decreto, conociendo y fallando estas causas en única instancia. 